# Ділма Русеф
Ді́лма Ва́на Русе́ф (порт. Dilma Vana Rousseff, * 14 грудня 1947, Белу-Оризонті, Бразилія) — бразильська політична діячка з болгарським корінням, економістка, перша в історії Бразилії жінка на посаді президента країни. У роки військової диктатури була активною учасницею повстанського руху. Обіймала посади міністра економіки та голови адміністрації президента Луїза Інасіу Лула да Сілва. У другому турі президентських виборів у жовтні 2010 року здобула перемогу й була обрана 36-м президентом Бразилії. 1 січня 2011 року склала присягу та вступила на посаду президента країни. 31 серпня 2016 року Сенат країни оголосив їй імпічмент.

## Життєпис

### Ранні роки життя

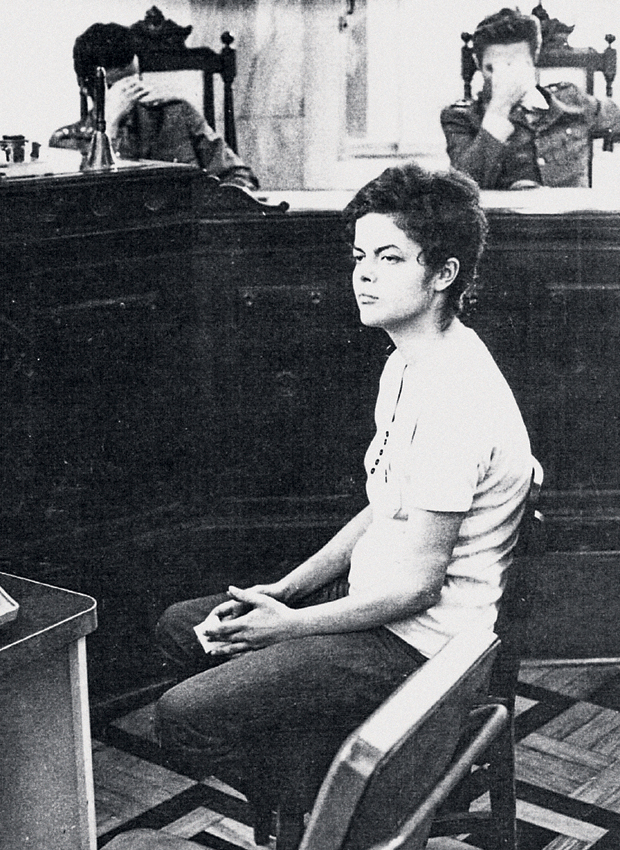
Ділма перед судом у 1970

Ділма Русеф народилася у змішаній родині — болгарського іммігранта Петра Русева і бразилійки Дільми Коїмбри. Петр Русев народився у Болгарії, був активним членом Комуністичної партії і через гоніння влади у 1929 році емігрував до Франції, а потім до Бразилії. У Франції Русев змінив своє ім'я на французьку манеру — Русеф, переїхавши до Бразилії, прожив там до кінця Другої світової війни, потім оселився в Аргентині й нарешті знову повернувся до Бразилії, де одружився з учителькою Ділмою Сільва Коїмбра, від шлюбу з котрою народилася Ділма Русеф.
Ділма Русеф виросла в доволі заможній сім'ї, у штаті Белу-Оризонті. Після закінчення школи цікавилася політикою, брала участь у русі опору проти бразильської диктатури 60-х. Серед повстанського руху мала неабияку популярність і славу. У 1970 році була арештована, молоду активістку катували протягом 22 днів, пізніше засудили військовим трибуналом до декількох років позбавлення волі, з яких вона відсиділа 3 роки і звільнилася у 1973 році.

### Політична діяльність
В кінці 70-х одружилася з одним із соратників повстанського руху й оселилася в штаті Ріу-Гранді-ду-Сул. У шлюбі народилася дочка. У 1977 році Ділма Руссеф закінчила школу економіки, Федерального університету Ріу-Гранді-ду-Сул і почала брати участь у реструктуризації демократичної робітничої партії. У період між 1991 і 1995 роками призначалася державним секретарем з питань енергетики. У цей час також займалася бізнесом, була президентом ради директорів бразильської державної нафтової компанії Петробраз Бразільєро. У 2000 році стала членом Робітничої партії, від якої президентом країни було обрано Луїса Інасіу Лула да Сілва.
У січні 2003 року президент Луїс Інасіу Лула да Сілва призначив Ділму Русеф міністеркою енергетики; цю посаду вона обіймала протягом двох років до червня 2005 року, коли її було призначено керівником адміністрації президента Бразилії, після скандалу та відставки її попередника.
26 квітня 2009 зізналася, що їй був поставлений діагноз раку лімфатичних вузлів, вона мала пройти курс лікування, включно з хімієтерапією. Після чотирьох місяців лікування вона тимчасово втратила волосся, але заявила про успіх у зупиненні хвороби та видужанні.
У вересні 2010 була кандидатом на президентських виборах 2010. Її кандидатуру підтримав також президент Лула. У другому турі президентських виборів 31 жовтня 2010 впевнено перемогла свого опонента і стала першою в історії країни жінкою-президентом Бразилії. Ділма Русеф вважається наступницею дуже популярного президента Лули й заявила про намір продовжувати його політику на посаді президента.

## Політичний скандал
У 2016 році у Бразилії Ділму Русеф звинуватили у махінаціях зі статтями бюджету заради політичної вигоди та участі у корупційних схемах. Її відсторонили від виконання функцій президента країни та було розпочато процес імпічменту.
Сенат Бразилії проголосував за усунення Ділми Русеф з посади президента. Для усунення з посади президента потрібно дві третини голосів Сенату. 61 сенатор проголосував «за», 20 — «проти».

## Галерея

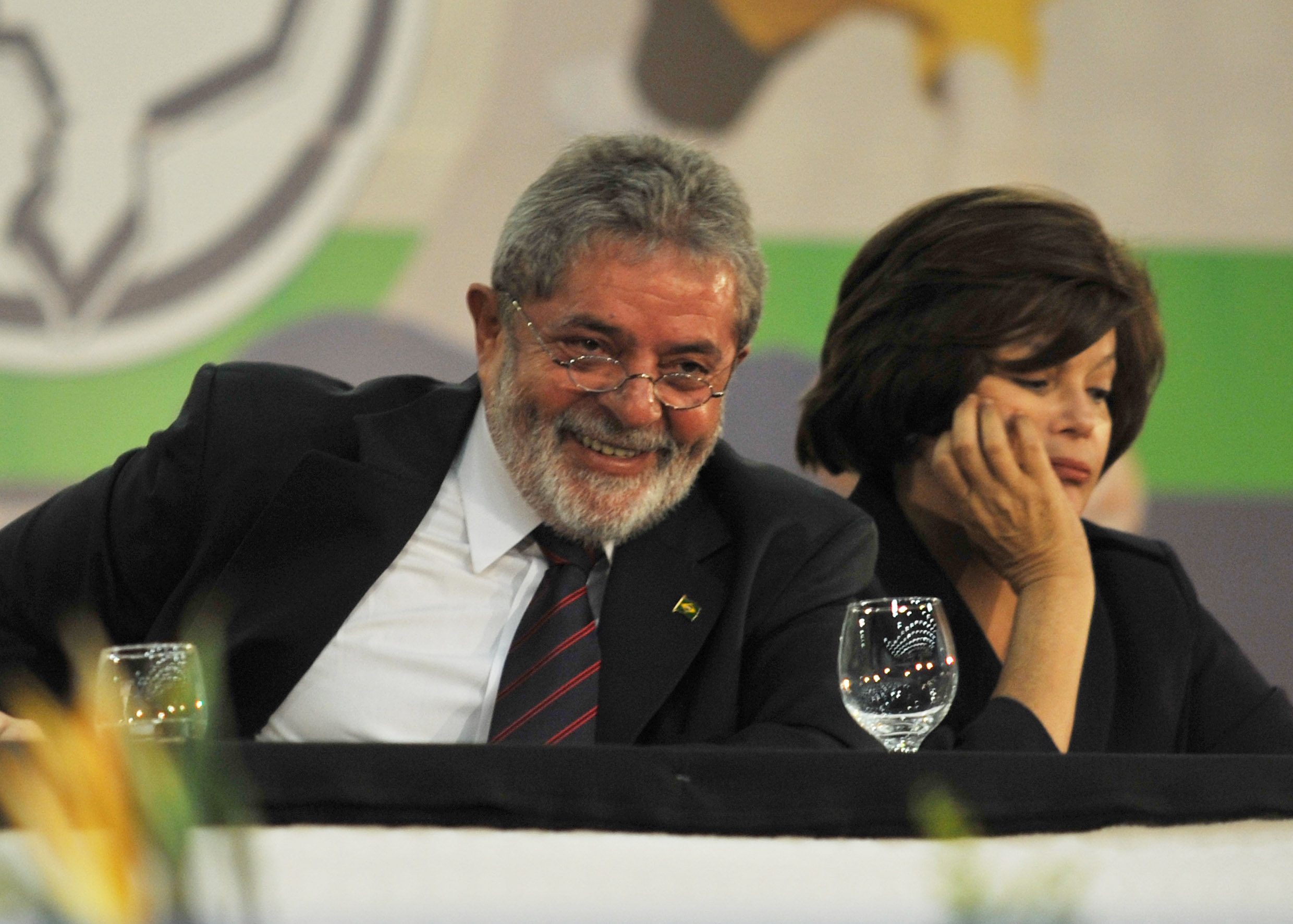
Луїз Інасіу Лула да Сілва та Ділма Русеф
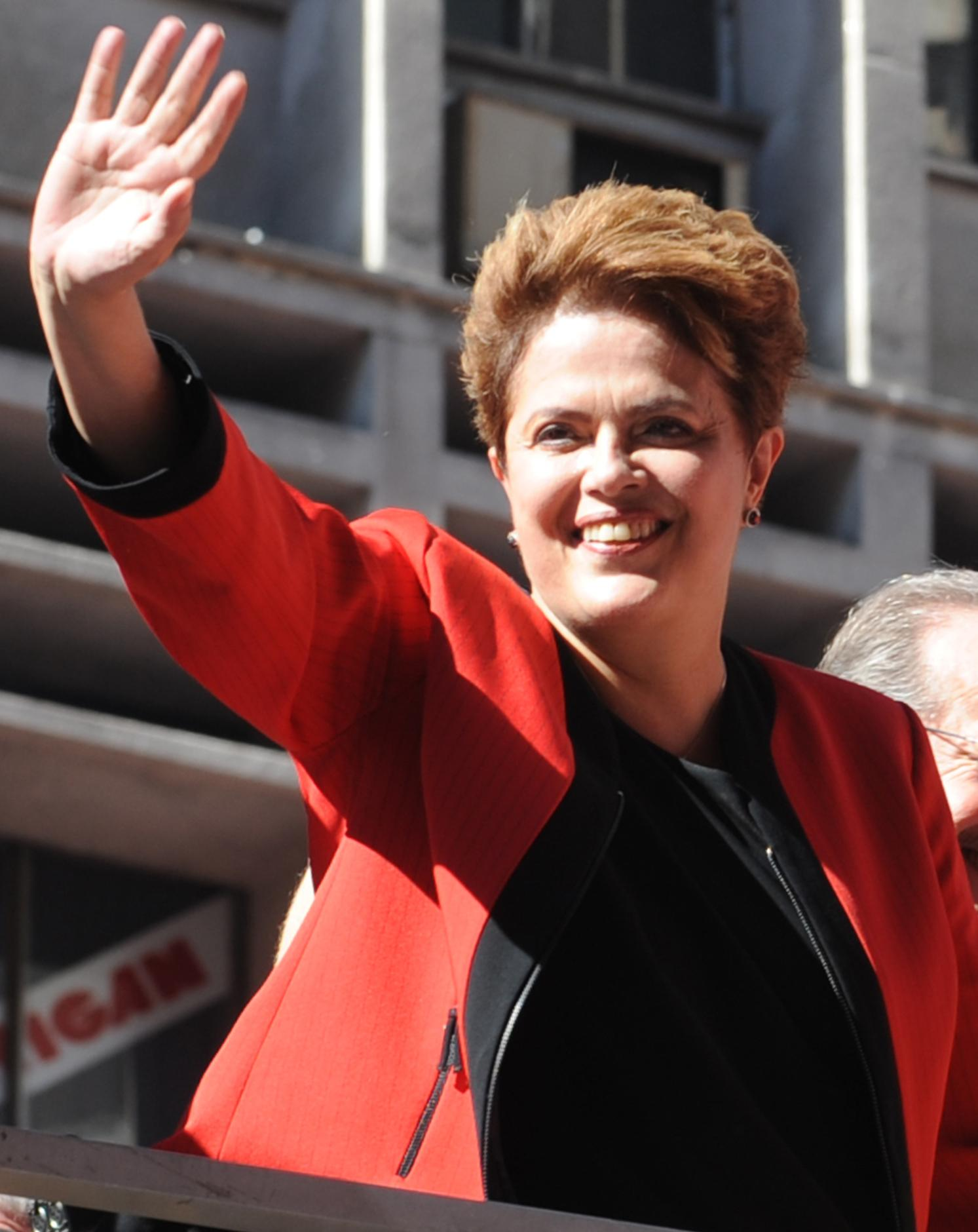
Ділма Вана Русеф
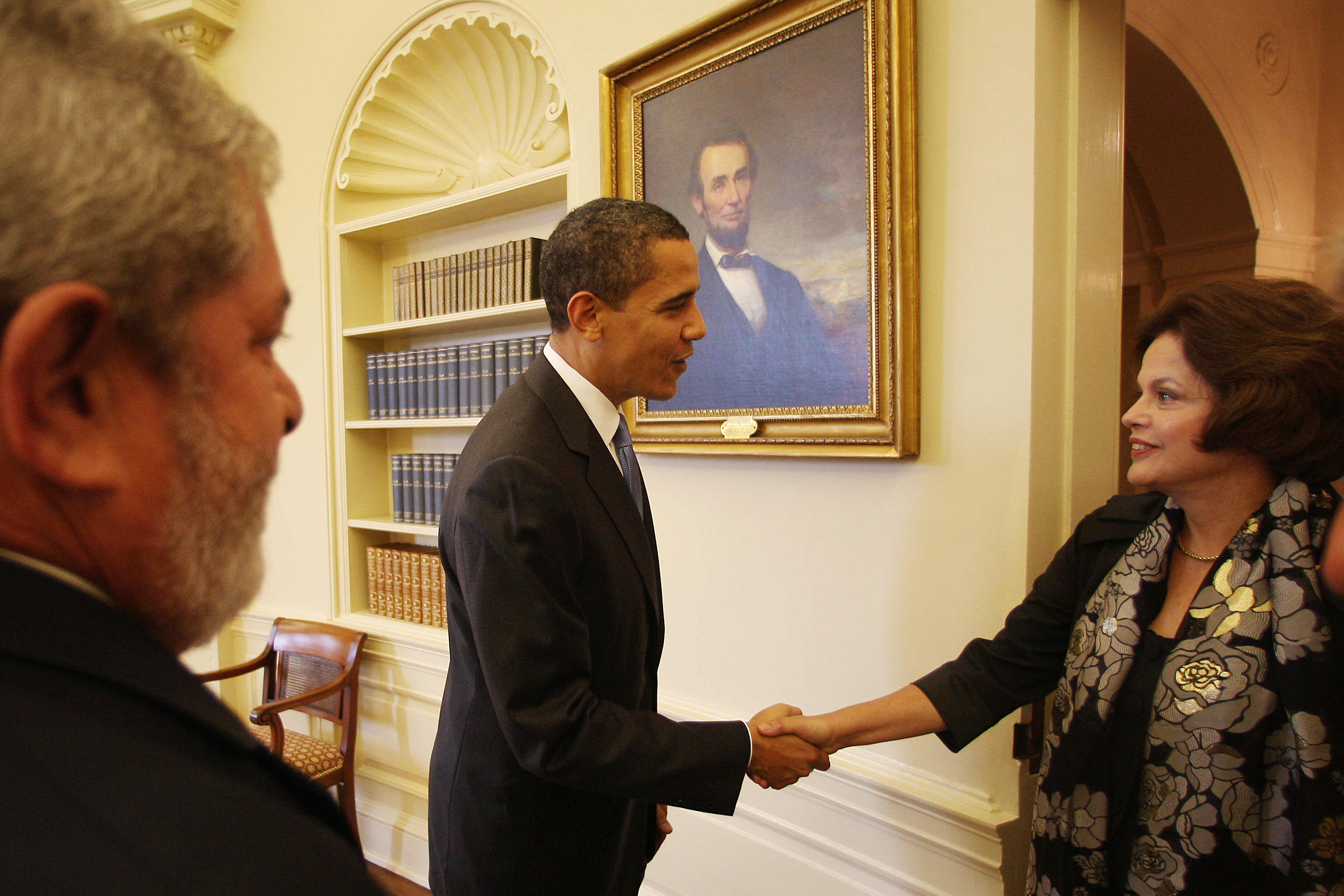